# 폰 샵 클로니클스
《폰 샵 클로니클스》(영어: Pawn Shop Chronicles 혹은 영어: Hustlers)는 2013년 공개된 미국의 범죄 코미디 영화이다.

## 출연
- 브렌던 프레이저
- 일라이자 우드
- 빈센트 도노프리오
- 토머스 제인
- 루커스 하스
- 노먼 리더스
- 맷 딜런
- 폴 워커
- 케빈 랭킨
- 샤이 맥브라이드
- DJ 퀄스
- 펠 제임스
- 샘 헤닝스
- 애슐리 심프슨
- 마이클 커들리츠
- 라셸 르페브르
- 마크 포비넬리

## 기타 제작진
- 배역: 앤 매카시
- 세트: 저넷 스콧
- 의상: 크리스토퍼 로런스